# 常盤公園 (宇部市)

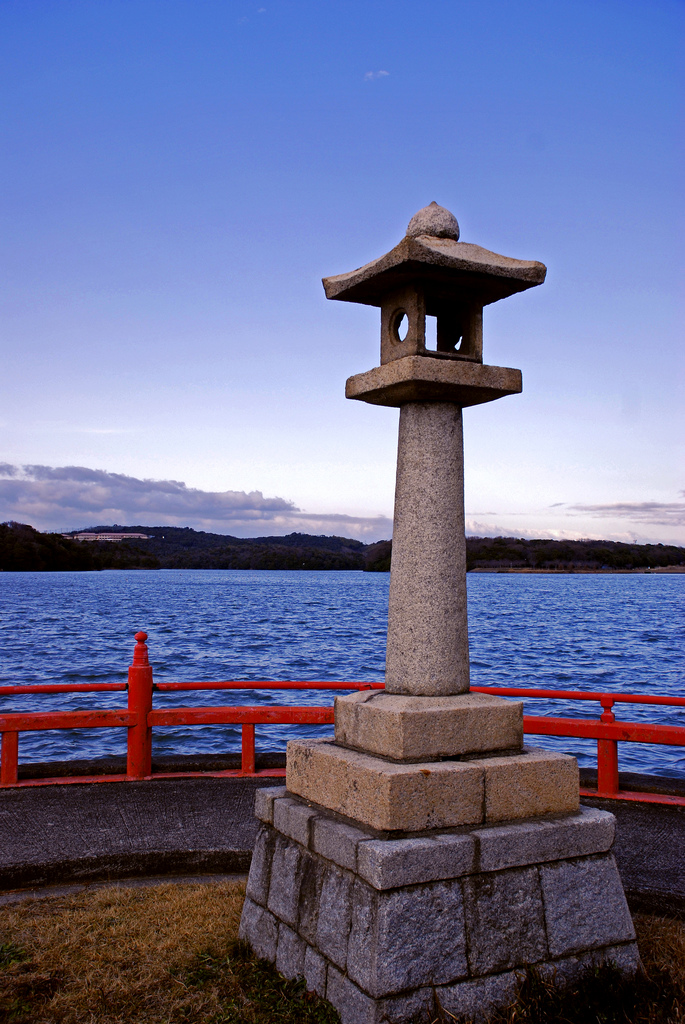
常盤神社より湖面を望む

常盤公園（ときわこうえん）は、山口県の宇部市に所在する常盤湖を中心とする都市公園（総合公園）。宇部市都市公園条例上の名称は「常盤公園」と漢字表記であるが、市の公園活性化基本計画や公式ホームページなどでは「ときわ公園」と表記されている。

## 概要
宇部市の南東部に位置する常盤湖は江戸時代に灌漑のために造成され、大正時代には景勝地として知られるようになった。1924年（大正13年）から渡辺祐策らにより常盤湖周辺の土地購入活動が進められ、土地は市に寄贈され、1925年（大正14年）に宇部市常盤公園が開設された。
園内には四季の花が植えられており、春には桜、初夏には菖蒲、秋には菊が見られる。湖はハクチョウとペリカンで知られ、ハクチョウについては1957年にオランダのシルブルグ動物園などから48羽を購入、ペリカンについては1967年（昭和42年）にモモイロペリカンの飼育を開始した（人工孵化により誕生したカッタくんでも知られた）。このうちペリカンとともに公園のシンボルであったハクチョウについては、2011年（平成23年）2月に発生した高病原性鳥インフルエンザの感染拡大を防ぐため、やむなく全て殺処分された。
2008年（平成20年）には、新田開発に伴って造成された人造湖でありながら、自然風景を活かした景勝地として発展を遂げた都市公園であることなどから国の登録記念物に登録された。日本の都市公園100選や日本さくら名所100選にも選ばれ、NHKの「21世紀に残したい日本の風景」総合公園の部で1位に選ばれたほか、美しい日本の歩きたくなるみち500選、池坊花逍遥100選、新日本歩く道紀行「文化の道100選」にも選ばれている。また「世界かんがい施設遺産」にも認定されている。
名称に関しては、宇部市都市公園条例上の名称は「常盤公園」と漢字表記であるが、市の公園活性化基本計画では「ときわ公園」としている。宇部市交通局のバス停（「常盤公園」「常盤公園入口」）は漢字表記を用いていたが、2010年（平成22年）10月1日のダイヤ改正と同時にそれぞれひらがな表記に改称している。

## 沿革
- 1698年（元禄11年） - 常盤池築堤[3]。
- 1920年（大正9年） - 湖岸の別荘地にサクラが植樹される。
- 1924年（大正13年） - 渡辺祐策らが常盤湖周辺の土地購入活動を開始。
- 1925年（大正14年） - 渡辺祐策らにより寄贈された常盤湖周辺の土地をもとに、宇部市が常盤公園を開設[3]。

- 1937年（昭和12年）

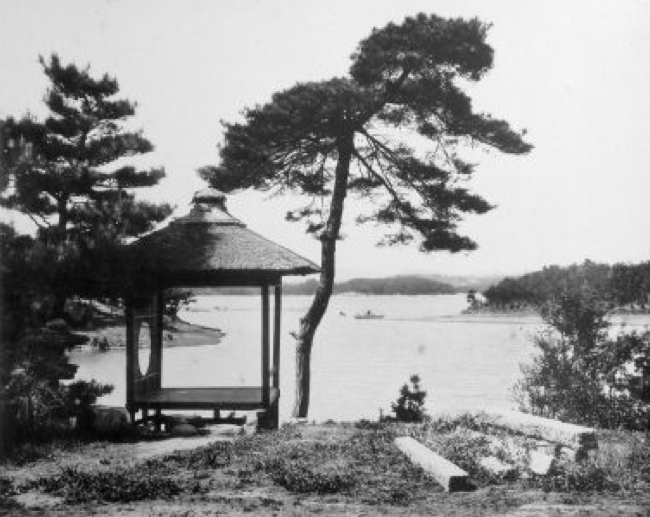
開設間もない頃の常盤公園と常盤池
（1926年撮影）

  - 1月 - 常盤池西側一帯の地区（現在の湖水ホールからスポーツ広場付近までの地区）にゴルフ場兼飛行機不時着陸場が計画。
  - 7月 - 宇部ゴルフ興業株式会社がゴルフ場開発用地を買収（その後計画は中止）。
- 1955年（昭和30年） - 市民募金をもとに「宮大路動物園」が宇部市松山町1丁目（現在の宇部市勤労青少年会館敷地）に開設。
- 1956年（昭和31年） - 宇部市が常盤公園の総合公園としての整備を都市計画決定。
- 1957年（昭和32年） - オランダの動物園より白鳥20羽を導入。
- 1958年（昭和33年）6月 - 常盤公園遊園地が開園。
- 1959年（昭和34年）4月 - 常盤遊園地に西日本初のジェットコースター設置。
- 1961年（昭和36年） - 第1回宇部市野外彫刻展を開催[3]。
- 1962年（昭和37年）から1964年（昭和39年） - 宮大路動物園が常盤公園に移設[3]。
- 1965年（昭和40年） - 宇部常盤サボテンセンターが開館。
- 1967年（昭和42年）3月 - インドのカルカッタよりモモイロペリカン10羽を導入。
- 1968年（昭和43年）
  - ペリカン島完成。
  - 10月 - 国民宿舎「常盤荘」が開館。
- 1969年（昭和44年）11月1日 - 石炭記念館完成。
- 1970年（昭和45年）11月1日 - 石炭記念館のモデル炭鉱が完成。
- 1985年（昭和60年）7月 - 日本で初めてペリカンの人工孵化に成功。このとき生まれたペリカンが「カッタくん」と名付けられ、後に有名となる。
- 1987年（昭和62年） - 日本動物園水族館協会から繁殖賞を受賞。
- 1991年（平成3年）
  - ときわ湖水ホールが開館[3]。
  - 9月27日 - 台風19号により宇部常盤サボテンセンターのドーム全体の約70%にあたるガラス及び鉄骨が破損し、修復不可能となる。

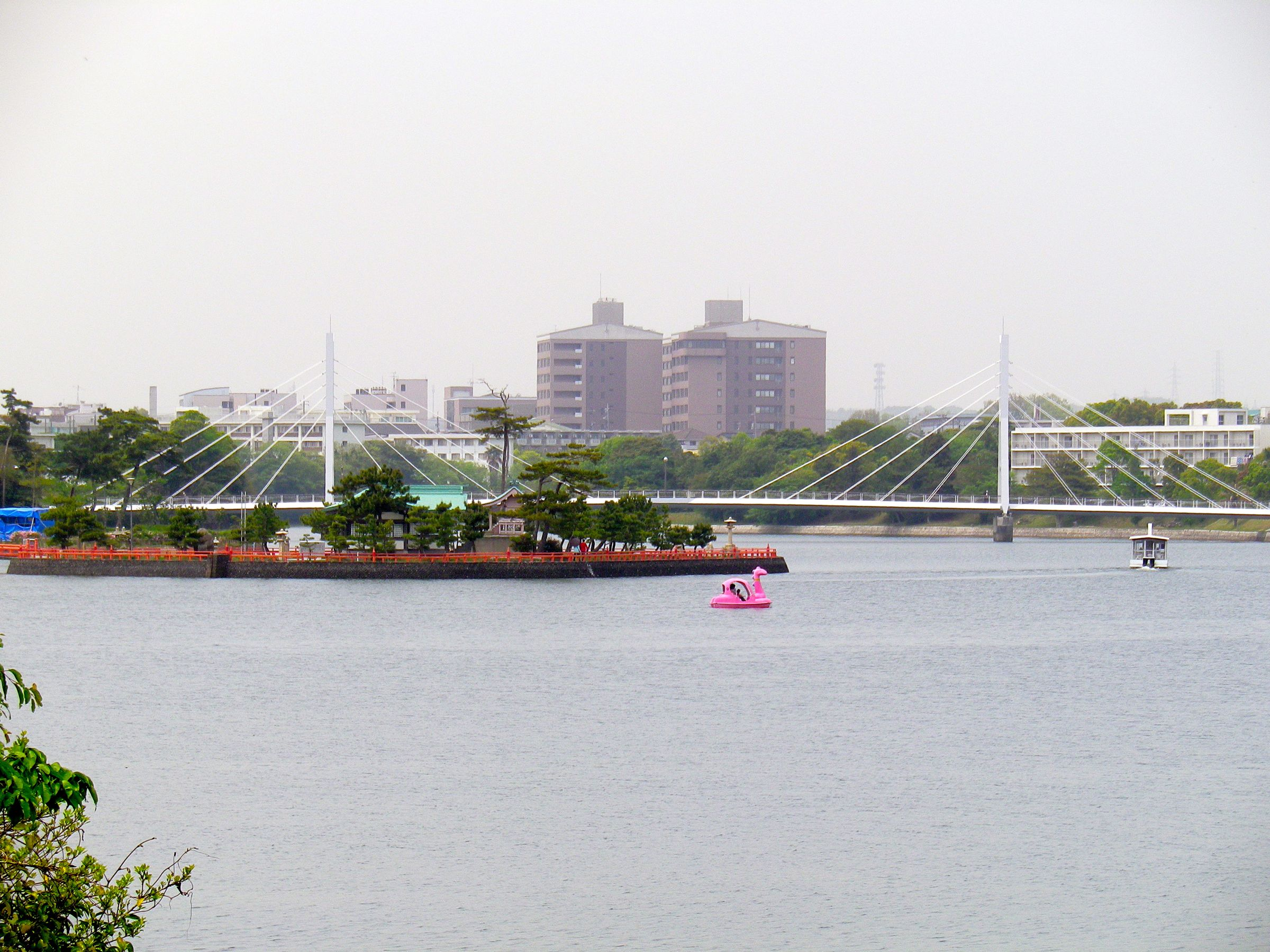
白鳥大橋と常盤神社

- 1992年（平成4年） - 白鳥大橋が開通、ボタン苑や常盤湖周遊園路を開設[3]。
- 1995年（平成7年）4月1日 - 熱帯植物館が開館。
- 2001年（平成13年） - 入園料が無料となる。
- 2007年（平成19年）9月29日 - 緑と花と彫刻の博物館（ときわミュージアム）が開館。
- 2008年（平成20年）
  - 7月16日 - カッタくんが死亡しているところが発見される。
  - 7月28日 - 国の登録記念物（名勝地関係）に登録。
- 2010年（平成22年）
  - 1月14日 - 2009年のTOKIWAファンタジアのイルミネーションコンテストに展示された、10,482本のペットボトルを用いて作られた高さ7.39mのタワーが、「ボトルで作る世界一高い彫刻」としてギネス世界記録に認定。
  - 1月26日 - ときわ遊園地の管理会社であるサノヤス・ヒシノ明昌と、秋吉台サファリランドの運営会社である田中金属が連携協定を締結。
  - 7月2日 - やまぐちフラワーランドと連携協定を締結。
  - 7月13日 - 下関市立しものせき水族館（海響館）と連携協定を締結。
  - 7月31日 - 周南市徳山動物園と連携協定を締結。
- 2011年（平成23年）
  - 2月6日 - 園内で衰弱したキンクロハジロが発見され、翌日から園内全体の入場規制を開始[5]。
  - 2月9日 - 園内で死亡したコクチョウが発見され、高病原性鳥インフルエンザに感染していたことが判明。同日、園内の全てのハクチョウの殺処分が決定。
  - 2月10日 - ハクチョウの殺処分作業が行われる。
  - 3月12日 - 園内全体の入場規制解除[6]。
  - 12月11日 - スーパーローラーコースターが廃止となる[7]。
- 2015年（平成27年）
  - 3月21日 - ときわ動物園が暫定開園。
- 2016年（平成28年）
  - 3月19日 - ときわ動物園がグランドオープン。
- 2017年（平成29年）
  - 5月11日 - ハクチョウの飼育を再開。

## 主要施設
宇部市都市公園条例では有料公園施設として、多目的広場、サッカー場、ときわ湖水ホール、緑と花と彫刻の博物館、動物園、ときわレストハウスなどを定めている。

### ときわ動物園
宇部市内にあった宮大路動物園が園内に移転し、1964年（昭和39年）に動物園が開園した。その後、2016年（平成28年）3月に日本初となる全園を「生息環境展示」とするときわ動物園がグランドオープンした。
- 入場料 - 一般	500円、中学生以下 200円、70歳以上 250円
  - 動物園年間パスポート -  一般 1500円、中学生以下 600円、70歳以上 750円
  - 動物園・植物館共通年間パスポート -  一般 2200円、70歳以上 750円

- 営業時間 - 9時30分から17時
- 休園日 - 毎週火曜日（火曜日が休日または祝日のときはその翌日）・12月29日-1月1日

### ときわ遊園地

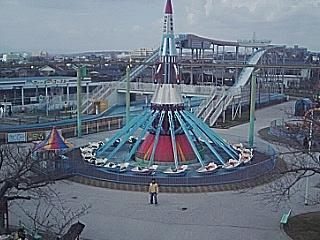
ときわ遊園地

遊園地に関しては民設民営であり、観覧車やメリーゴーランドなど8種の大型遊具を中心にアトラクションが設置されている。
- 入場料 - 無料
- 営業時間
  - 3月16日から10月15日（夏時間） - 9時30分から18時
  - 10月16日から3月15日（冬時間） - 10時から17時
- 休園日 - 毎週火曜日（祝日の場合は翌日に振替、ゴールデンウィーク、春、夏、冬休みは除く）
- 遊園地内5箇所の設置された自動販売機または売店、事務所で「のりもの券」と「のりもの回数券」が販売されており（のりもの回数券は自動販売機のみ）、各アトラクション・のりものごとに料金が設定されている。
- サノヤス・ヒシノ明昌が管理を行っている。

#### のりもの券の種類
- のりもの券 - 100円券、200円券、300円券、400円券
- のりもの回数券 - 一綴り1,000円（券は1,100円分）

#### アトラクション・のりもの
- ペガサスファンタジー
- スカイダンボ

| - カッタ君観覧車 - アストロファイター - アモーレエキスプレス - メリーゴーランド | - 子供汽車弁慶号 - ロックンロール - レッツゴートーマス - なかよしキッズランド | - おとぎの城 - 妖怪寺 - トランポリン |

### 緑と花と彫刻の博物館（ときわミュージアム）
緑と花と彫刻の博物館は日本では珍しい植物と彫刻の複合博物館となっている。

### 石炭記念館
- 入館料 - 無料
- 開館時間 -　9時30分から17時

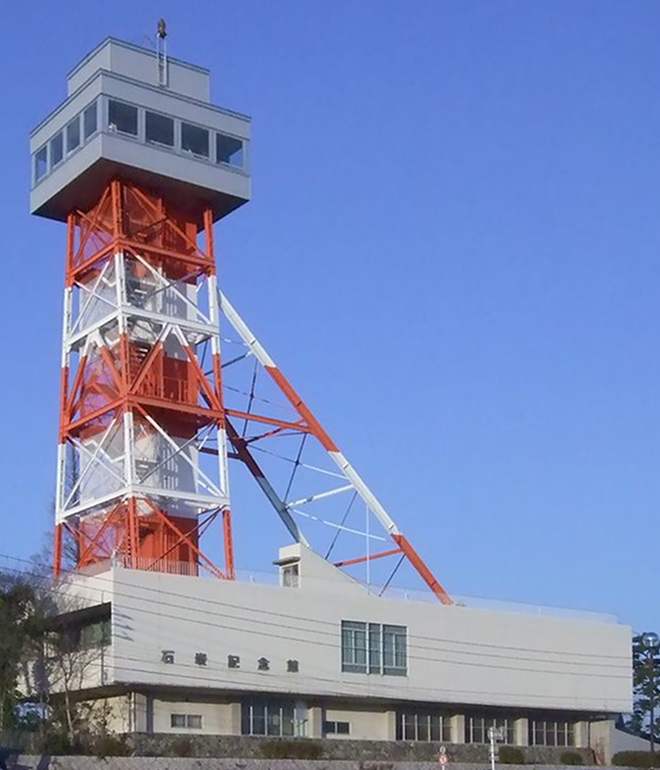
石炭記念館

- 休館日 - 火曜日、年末年始（12月29日から1月1日）

石炭鉱業は宇部市の発展の礎であり、公園周辺も採炭の現場のひとつであったことなどから、地元政財界と多くの市民の寄付により、1969年（昭和44年）11月1日に開館した。翌1970年（昭和45年）11月1日には炭鉱内部の様子を再現したモデル炭鉱が完成している。
館内には石炭の採掘・加工の様子を説明する模型や当時使用されていた器具類、採掘現場で発見された化石など約3,000点が展示されており、屋外には矢弦車や坑内石炭運搬車、D51形蒸気機関車（18号）等が展示されている。
また、展望台はかつて見初炭鉱で使用されていた竪坑櫓を移設したものに、エレベーターを設置して利用しているものである。
建築概要
- 構造 - RC造
- 規模 - 地上2階
- 延床面積 - 748.65m2
- 高さ（展望台） - 地上39m、展望30m[8]、海抜65m

### ときわ湖水ホール
- 開館時間 - 9時から22時（17時以降は施設利用予約がある場合のみ）
- 休館日 - 年末年始（12月29日から1月1日）

大展示ホール（400名収容）やミーティングルーム（70名収容）、会議室、彫刻展示室、湖水レストランなどを備える。宇部市内においては初めて建築設計競技が実施された公共施設である。
建築概要
- 設計 - MA建築設計室
- 施工 - 高砂工務店、新光産業JV
- 構造 - RC造
- 規模 - 地下1階地上1階
- 敷地面積 - 22,133.45m2
- 建築面積 - 2,110.15m2
- 延床面積 - 2,849.63m2

### ときわレストハウス

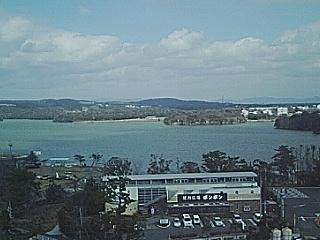
ときわレストハウス（手前の建物）

- 開館時間 - 9時から17時（焼肉レストランは22時まで営業している）
- 休館日 - 年末年始（12月29日から1月1日）

施設内には団体休憩室や焼肉レストラン（焼肉広場ボンボン）、甘味処あんみつ姫などがある。

### ときわ湖畔北キャンプ場
- 使用料 - 無料
- 面積 - 約2,000m2
- 収容人数 - 約100名
- テントサイト数 - 15
- 開設期間 - 通年

ときわ公園スポーツ広場と隣接しており、利用日3ヶ月前の月初めから申し込みが可能（土・日・祭日を除く）。

## 行事・イベント
- 4月第1日曜日 - さくらまつり
- 6月中旬日曜日 - しょうぶまつり
- 8月下旬土曜日 - ときわサマーフェスタ
- 10月上旬〜11月中旬（隔年開催） - UBEビエンナーレ（現代日本彫刻展）
- 11月上旬 - 宇部市菊花コンクール・山口県菊花コンクール
- 12月 - ときわファンタジア
  - 2008年（平成20年）から開催。一般公募のイルミネーション作品の展示や観覧車の夜間営業が行われる。

## 入園者数
2016年以降はときわ動物園がグランドオープンしたこともあって入園者数が70万人を超えている。2020年度には新型コロナウイルス感染症の影響で入園者数が減少した。
入園者数は以下の通り。
| 年度     | 利用者数（増減）    | 主な出来事                                                                         |
| -------- | ------------------- | ---------------------------------------------------------------------------------- |
| 1964年度 | 772,000             |                                                                                    |
|          |                     |                                                                                    |
| 1999年度 | 392,176             |                                                                                    |
| 2000年度 | 390,488（▼1,688）   |                                                                                    |
| 2001年度 | 405,154（△14,666）  | 入園料無料化に伴い集計方法変更。                                                   |
| 2002年度 | 418,000（△12,846）  |                                                                                    |
| 2003年度 | 473,000（△55,000）  |                                                                                    |
| 2004年度 | 423,000（▼50,000）  |                                                                                    |
| 2005年度 | 437,000（△14,000）  |                                                                                    |
| 2006年度 | 388,000（▼49,000）  |                                                                                    |
| 2007年度 | 384,000（▼4,000）   |                                                                                    |
| 2008年度 | 375,000（▼9,000）   | 入園者数が最低を記録。国の登録記念物（名勝地関係）に登録。TOKIWAファンタジア開始。 |
| 2009年度 | 412,000（△37,000）  |                                                                                    |
|          |                     |                                                                                    |
| 2014年度 | 512,000             |                                                                                    |
| 2015年度 | 564,000（△52,000）  |                                                                                    |
| 2016年度 | 705,000（△141,000） | ときわ動物園グランドオープン                                                       |
| 2017年度 | 746,000（△41,000）  | 世界を旅する植物館リニューアルオープン                                             |
| 2018年度 | 712,000 (▼34,000）  |                                                                                    |
| 2019年度 | 783,000（△71,000）  |                                                                                    |
| 2020年度 | 548,000（▼235,000） | 新型コロナウイルス感染症の流行                                                     |
| 2021年度 | 659,000（△111,000） |                                                                                    |

## 特色

### 彫刻
園内には約300点の彫刻作品があり、屋外にはUBEビエンナーレの受賞作品など約100点が展示されている。
| 作品名                            | 作者         | 年     |
| --------------------------------- | ------------ | ------ |
| 蟻の城                            | 向井良吉     | 1962年 |
| PONKO94                           | 本郷重彦     | 1991年 |
| 杜                                | 永廣隆次     | 1991年 |
| 宇宙の風景I                       | 楠田信吾     | 1991年 |
| 無題No.95 1985                    | 田中米吉     | 1985年 |
| 重力空間-赤                       | 内田晴之     | 1997年 |
| 光影体                            | 鎌塚昌代司   | 2001年 |
| 森                                | 永廣隆次     | 1985年 |
| 風になるとき                      | 西野康造     | 1997年 |
| 坑夫                              | 荻原守衛     | 1907年 |
| SUN SADDLE'87                     | 山口牧生     | 1987年 |
| 内なる空73-2                      | 山本衛士     | 1973年 |
| ロッキング・ドール                | 関正司       | 1979年 |
| 重力質 Ring'03                    | 曽我孝司     | 2003年 |
| あなたと…（わすれてしまったこと） | 武荒信顕     | 1989年 |
| ネジリンボウ'81-A-B               | 能登原弘芳   | 1981年 |
| 四角な太陽I                       | 向井良吉     | 1977年 |
| Villa TORAYAN（TORAYAN記念館）    | ヤノベケンジ | 2005年 |
| 無題No.2-66（原題：作品）         | 湯原和夫     | 1967年 |
| 手                                | 高村光太郎   | 1918年 |
| 鳩                                | 柳原義達     | 1961年 |

### 動物

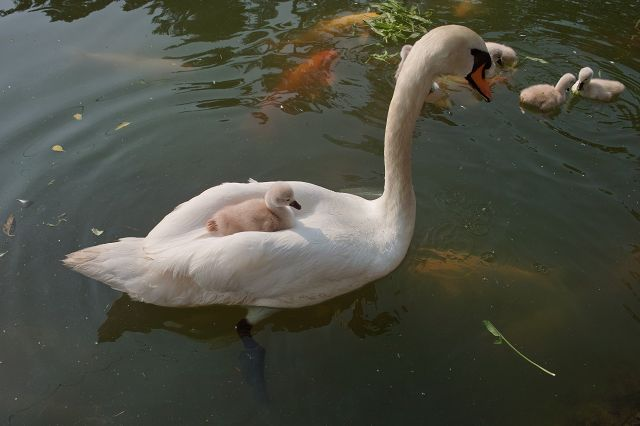
飼育されていたハクチョウ

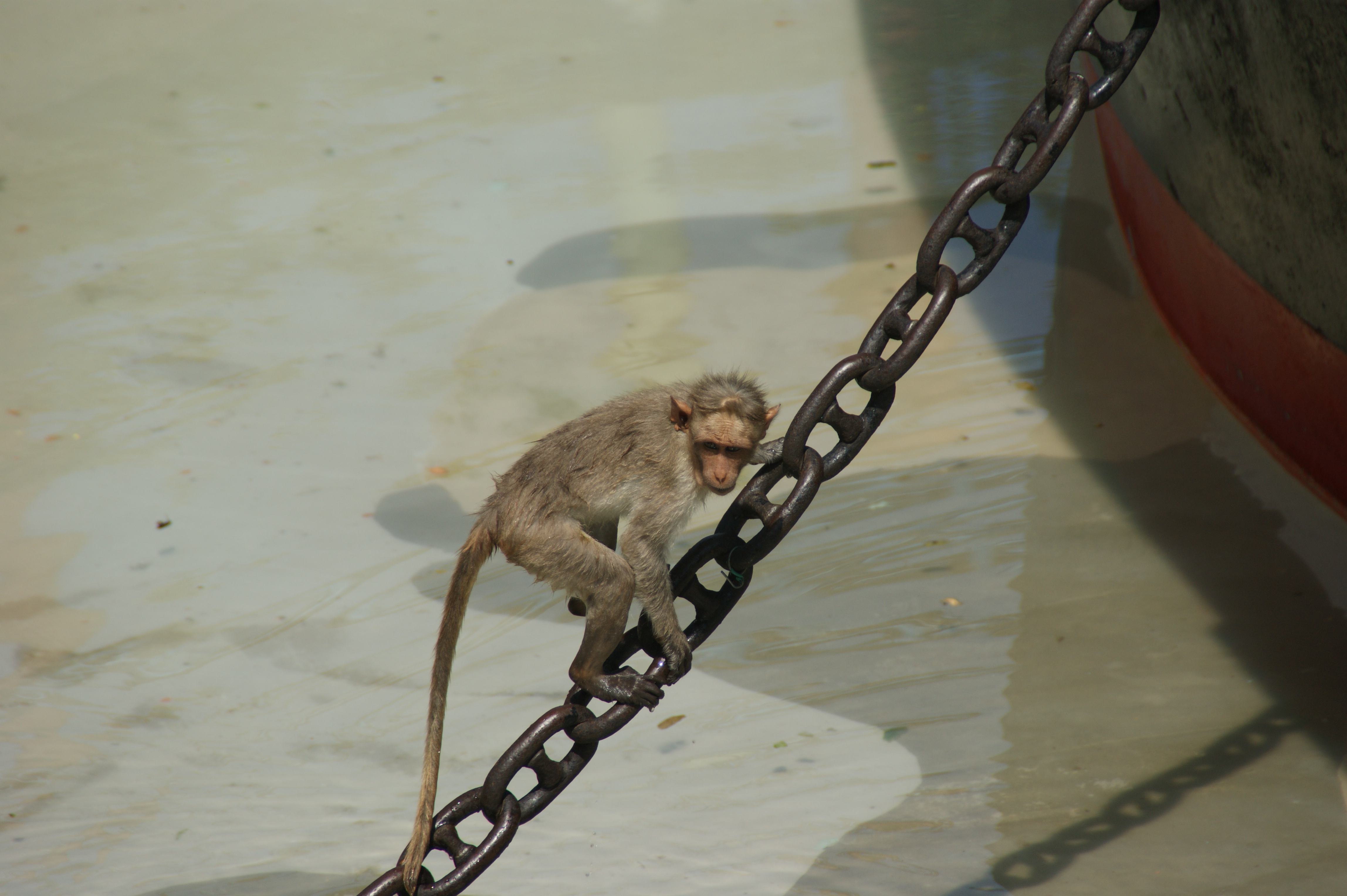
ときわ丸のボンネットモンキー

ハクチョウ
ときわ公園が総合公園として開園した最初期のころから同園のシンボルでありつづけ、公園のみならず宇部市そのもののシンボルとしても認知されていたが、2011年（平成23年）2月6日に園内で発生した高病原性鳥インフルエンザの感染拡大防止のため、園内の全てのハクチョウが殺処分となった。
殺処分直前には、オオハクチョウ11羽、コハクチョウ3羽、コブハクチョウ189羽、コクチョウ136羽、クロエリハクチョウ18羽、オオハクチョウとナキハクチョウの交配種1羽が飼育されていた。これだけの数のハクチョウが飼育されていた例は国内では他になく、また国内の公園で飼育されているコブハクチョウは全て常盤公園のハクチョウの子孫である。
2017年5月、下関市の深坂自然の森からの譲渡を受け、およそ6年ぶりに白鳥の飼育が再開された。
ペリカン
ハクチョウと並んで公園のシンボルとなっている。日本初の人工ふ化によって生まれた「カッタくん」が近くの幼稚園などにしばしば飛来するようになり、その様子がマスコミで報道されたことで一躍全国の注目を浴びることになった。
モモイロペリカン、ニシハイイロペリカン、コシベニペリカン、ホシバシペリカンの4種が、公園中央部のペリカン島を中心に飼育されている。一部のペリカンは放し飼いにされ、近隣の学校や幼稚園に飛来することもあった。
サル
リスザル、フサオマキザル、トクモンキー、ボンネットモンキー、ニホンザル、ブラッザグエノン、パタスモンキー、ハヌマンラングール、シロテテナガザル、アジルテナガザルの10種が公園南部の動物園で飼育されている。ボンネットモンキーは約50頭が飼育され、船型の飼養施設「ときわ丸」に2013年6月まで飼育されていた。2014年のリニューアルまで仮飼育舎で飼育される。
その他
動物園ではタンチョウ、クロヅル、チリーフラミンゴ、ヤクシマヤギなども飼育されている。

### 植物
園内には約3500本の桜をはじめ、様々な四季の花が植えられている。
サクラ（開花時期：3月下旬 - 4月上旬）
サクラの植樹は当地が公園として整備される以前から当時の地主らによって行われていたものであり、現在では常盤湖の周囲に約3.500本の桜が植えられている。 特に、常盤池東岸を中心としたエリアは桜の名所として知られており、日本さくら名所100選にも選ばれている。満開となる時期には「さくらまつり」が開催される。
ショウブ（開花時期：5月下旬 - 6月下旬）
白鳥大橋付近に約5.300m2のしょうぶ苑が広がる。本数約8万本、品種約150種類の花菖蒲があり、6月中旬には「しょうぶまつり」が開催される。
スイレン（開花時期：5月中旬 - 10月初旬）
しょうぶ苑の中に約1.700m2のスイレンの池がある。
ボタン・シャクヤク（開花時期：4月中旬 - 5月初旬）
ときわミュージアム本館と白鳥大橋の中間付近に位置するぼたん苑に、約200株のボタン・シャクヤクが植えられている。
フジ（開花時期：4月下旬 - 5月初旬）
園内4箇所に藤棚がある。ペリカン島付近に位置する面積約1,300m2のものが最大で、約100mのトンネルがある。
ヒラドツツジ（開花時期：4月下旬 - 5月中旬）
公園全体に多く植樹されているが、特に白鳥湖付近には数多く植えられている。
アジサイ（開花時期：5月下旬 - 6月下旬）
しょうぶ苑付近にあじさい苑があり、約1,500株のアジサイが植えられている。
シャクナゲ（開花時期：4月中旬 - 5月初旬）
ぼたん苑から約50mの位置にシャクナゲ苑があり、約300株のシャクナゲが植えられている。
ウメ（開花時期：2月中旬 - 3月中旬）
常盤湖の東岸にある桜山に、約100本のウメが植樹されている。
ラン
ときわミュージアム本館ラン室に植えられている。
サボテン
ときわミュージアム本館サボテン室では、南米産の玉サボテンや柱サボテン、うちわサボテンなど約260種3,700株のサボテンを自生地に近い景観で見ることができる。
熱帯植物
ときわミュージアム本館熱帯植物室に植えられており、 パパイヤ・バナナ・マンゴーなどの熱帯果樹やブーゲンビレア・パイプカズラなどの熱帯花木、トックリキワタ・マホガニーなどの有用植物など約260種3,700株の熱帯植物を見ることができる。

## ロンギヌスの槍モニュメント

ロンギヌスの槍（2024年移設後）

宇部市出身の庵野秀明が手掛けた『新世紀エヴァンゲリオン』に関連した「まちじゅうエヴァンゲリオン」のプロジェクトの一環で、市内の鉄鋼業である宇部スチールがロンギヌスの槍の巨大レプリカを制作し宇部市に寄贈、2023年（令和5年）10月6日に常盤公園UBEビエンナーレ彫刻の丘に設置された。この巨大レプリカは2024年（令和6年）2月23日に常盤公園内の常盤橋のたもとに移設された。

## かつて存在した施設
- サボテンセンター
- 国民宿舎

## 交通アクセス

### 鉄道
- 宇部線（JR西日本）常盤駅から徒歩15分。

### バス
- 宇部市営バス常盤公園バス停（正面入り口前）、もしくは常盤公園入口バス停から徒歩5分。

### タクシー
- 山口宇部空港から10分。